# Neurochirurgie
La 
neurochirurgie est la discipline chirurgicale qui est spécialisée dans la chirurgie du système nerveux central et du système nerveux périphérique. Le chirurgien spécialisé pratiquant la neurochirurgie s'appelle le neurochirurgien.

## Pathologies concernées
Parmi les états traités par les neurochirurgiens :
- la hernie discale, qui est une saillie que fait un disque intervertébral dans le canal rachidien, qui correspond à l'expulsion en arrière de son noyau gélatineux, le nucleus pulposus et causant une compression médullaire ou radiculaire (en commun avec les orthopédistes) ;
- le spondylolisthésis désigne une affection du squelette humain, caractérisée par le glissement d'une vertèbre en avant de la vertèbre située en dessous d'elle ou en arrière ;
- l'adénome hypophysaire, qui est une tumeur bénigne touchant l'hypophyse et provoquant des troubles endocriniens ou neurologiques ;
- l'hydrocéphalie, qui est définie par l'augmentation du volume des espaces contenant le liquide céphalo-rachidien ;
- le traumatisme crânien, qui recouvre l'ensemble des traumatismes du neurocrâne (partie haute du crâne contenant le cerveau) et du cerveau ;
- le traumatisme du rachis avec les fractures vertébrales (en commun avec les orthopédistes) ;
- la tumeur du cerveau et du cervelet ;
- la tumeur intra-médullaire, causant une compression médullaire ;
- l'anévrisme intra-crânien, qui est une déformation de la membrane des artères du cerveau, et l'ensemble des malformations artério-veineuses encéphaliques ;
- l'hémorragie méningée, qui est un accident vasculaire cérébral consécutif à l'irruption massive de sang dans les méninges, et l'hématome encéphalique ;
- la maladie de Parkinson, qui est une maladie neurologique chronique affectant le système nerveux central responsable de troubles essentiellement moteurs d'évolution progressive ;
- la chirurgie de la douleur ;
- la chirurgie du nerf périphérique ;
- le craniopharyngiome, qui est une malformation tissulaire embryonnaire de la région hypophysaire ;
- la neurofibromatose, qui est une maladie génétique ;
- le traitement chirurgical de l'ischémie cérébrale ;
- l'hyperacousie, qui est un dysfonctionnement de l'audition, caractérisé par une hypersensibilité de l'ouïe ;
- la neurochirurgie pédiatrique ;
- les tumeurs cranio-cérébrales et extra-parenchymateuses ;
- les traumatismes rachidiens, médullo-radiculaires et plaies des nerfs ;
- les pathologies radiculo-médullaires non traumatiques, pathologies chirurgicales des nerfs périphériques ;
- les malformations vasculaires cérébrales.

## Enseignement de la neurochirurgie en France
La formation d'un neurochirurgien se déroule en douze années, dont voici son cursus :
- première année commune aux études de santé sanctionnée par un concours ;
- cinq ans d'études médicales communes à l'ensemble des étudiants en médecine, abordant toutes les disciplines médicales et sanctionnées par les épreuves classantes nationales ;
- six ans d'internat de spécialisation en neurochirurgie. Durant ces six années, les internes de neurochirurgie français ont à la fois une formation pratique pendant la réalisation de leur stage hospitalier et une formation théorique à l'échelle régionale et nationale.

Au terme de ces douze années, de deux à quatre ans en tant qu'assistant des hôpitaux dans un service clinique hospitalier sont généralement effectués pour parfaire la formation de neurochirurgie. Certains internes peuvent accéder, en plus d'un poste d'assistant des hôpitaux, au poste universitaire de chef de clinique des universités.

## Qualités et capacités nécessaires en neurochirurgie
Le métier de neurochirurgien requiert de nombreuses qualités :
- la confiance en soi est très importante. Un neurochirurgien ne doit pas douter de ses capacités afin de ne pas mettre en péril la vie de ses patients ;
- des capacités physiques sont nécessaires chez ce médecin. En effet, il doit être résistant aussi bien physiquement que mentalement afin de pouvoir opérer plusieurs heures ;
- un neurochirurgien doit sans cesse se remettre en question pour toujours s'améliorer ;
- ce médecin, même aidé de ses internes, doit pouvoir être compréhensif et à l'écoute de ses patients ;
- la méticulosité, la patience, l'habileté et la concentration sont les principales qualités à posséder ;
- il faut aussi pouvoir surmonter sa peur et son stress afin de ne pas paniquer[2].

## Personnalités liées à la neurochirurgie
- Harvey Cushing (1869 - 1939) : pionnier de la chirurgie du cerveau.
- Sir William MacEwen (1848 - 1924) : il fut, dans l'histoire de la neurologie, le premier chirurgien à réussir l'ablation d'un méningiome.
- Wilder Penfield (1891 - 1976) : renommé pour le traitement chirurgical de l'épilepsie et les localisations du cerveau. C'est aussi le pionnier de la neurologie et de la neurochirurgie au Canada.
- Walter Dandy (1886 - 1946) : il est considéré comme l'un des pères fondateurs de la neurochirurgie.
- Pierre Léon Wertheimer (1892 - 1982) : professeur de médecine, il a été le fondateur de l'école de neurochirurgie de Lyon.
- Diana Beck (1900 - 1956), neurochirurgienne britannique, première femme neurochirurgienne au monde et spécialiste de la gestion de l'hémorragie intracérébrale.
- Mahmut Gazi Yasargil (1925 à nos jours) : père fondateur de la micro-neurochirurgie d'origine turque, ancien chef de service de neurochirurgie de l'hôpital universitaire de Zurich (USZ) en Suisse
- Lars Leksell (1907 - 1986) : neurochirurgien et physicien suédois, inventeur du Gamma-Knife.
- T. S. Kanaka (1932 - 2018) : première femme neurochirurgienne en Inde et une des premières au monde, pionnière de la chirurgie stéréotactique.
- Philippe Couillard (1957 - ) : neurochirurgien de profession, premier ministre du Québec.
- Ben Carson (1951 -) : Homme politique, auteur, ancien neurochirurgien américain et candidat aux élections présidentielles des États-Unis en 2016; il fut le premier à réussir la séparation de deux siamois reliés par la tête.